# Befolkningspolitik
| 7-8 barn 6-7 barn 5-6 barn 4-5 barn | 3-4 barn 2-3 barn 1-2 barn 0-1 barn |

En världskarta som visar total fertilitet, avseende åren 2005-2010.
7-8 barn
6-7 barn
5-6 barn
4-5 barn
3-4 barn
2-3 barn
1-2 barn
0-1 barn

Befolkningspolitik kallas sammanfattningen av de politiska åtgärder genom vilka staten eller den organiserade samhällsmakten söker att reglera folkmängden, och folkmängdens sammansättning.
Under merkantilismen förfäktades idén att en stats välmåga kunde mätas i, och främjas av, stor befolkningstillväxt. I Europa vidtog stater många åtgärder för att främja befolkningstillväxt (så kallad natalism), genom att ge skattelättnader till stora barnfamiljer, uppmuntra till äktenskap i ung ålder, med mera. Adam Smith vände sig mot den förda befolkningspolitiken, och förordade att staten endast skulle ingripa i rättsligt hänseende i människors liv, och för tillförsäkra människor att naturrätten upprätthölls.  Boken Kris i befolkningsfrågan från 1934 problematiserade de låga födelsetalen i Sverige.
1798 utkom Robert Malthus med An Essay on the Principle of Population, som åter förfäktade idén om att politiken borde ingripa i befolkningen, när han hävdade att människor har en benägenhet att föröka sig i större utsträckning än tillgångarna och underhållsmedlen tilltog. Under 1900-talet blev nymalthusianismen vedertagen i stora delar av världen, och tog sig yttringar i befolkningspolitiken genom bland annat Sex- och samlevnadsundervisning, främjande av bruk av preventivmedel och abort, Kinas ettbarnspolitik, med mera (så kallad antinatalism). Begreppet överbefolkning blev vanligt förekommande på 60-talet, men diskuteras idag relativt sällan.
Befolkningsstatistik är en av befolkningspolitikens vetenskaper.